# 陳敏 (明)
陳敏（ちん びん、生没年不詳）は、明代の官僚。本貫は平涼府華亭県。

## 生涯
宣徳年間、四川茂州知州となった。喪に遭って官を去ることになったが、管轄下の諸長官司とチベット系の民衆180人が北京の宮殿を訪れて陳敏の留任を請願したため、宣徳帝はこれを許可した。
正統年間、陳敏は9年の任期を満了したが、軍民が再び陳敏の留任を請願した。陳敏は茂州の事務を兼務したまま、成都府同知の任に進められた。都司の徐甫が陳敏はチベット系民族に信服されていると言上したため、都御史の王翺らが監査に下向し、陳敏は茂州の事務を兼務したまま、右参議の位に進められた。
黒虎寨のチベット系の集団が州境近くで略奪を働いていて、官軍に捕らえられた。陳敏はかれらの習俗に従って、誓約を交わして釈放した。黒虎寨の集団が再び略奪に出てきたため、陳敏は巡按御史の陳員韜の弾劾を受けた。提督都御史の寇深が陳敏を弁護し、吏部が同知1名を増員して陳敏を補佐させるよう上奏したため、英宗は裁可した。1447年（正統12年）、陳敏は按察使の陳泰が理由なくチベット人を杖死させたとして弾劾した。陳泰もまた反訴して陳敏を弾劾したが、英宗は不問に付した。陳泰は獄に下されて罪を論告された。
1450年（景泰元年）、陳敏は茂州の事務を兼務したまま、右参政に進んだ。陳敏は茂州の事務をみること二十数年、チベット系の民衆には歓迎されたが、官位が高くなりすぎ、その下風に立つことを嫌った諸監司や知州には敬遠されるようになった。按察使の張淑の弾劾を受けて、陳敏は罷免されて官を去った。